# Corn Belt

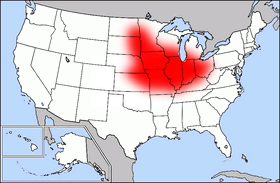
Der Corn Belt

Corn Belt ist eine Bezeichnung für eine Region im Mittleren Westen der USA, in der traditionell vornehmlich Mais (im Amerikanischen: corn) angebaut wird. In erster Linie umfasst dieser Maisgürtel die Bundesstaaten Indiana, Illinois, Iowa, Minnesota und Nebraska, die (Stand 2021) für ungefähr 50 Prozent des gesamten Maisanbaus der USA verantwortlich sind. Außerdem zählen Teile der Bundesstaaten Kansas, Michigan, Missouri, Ohio, North Dakota, South Dakota, Wisconsin und Kentucky zum Corn Belt.
Mittlerweile ist aus dem Corn Belt ein Mais-Soja-Schweine-Rindermastgürtel geworden. Neue Sorten von Hybridmais ermöglichen die Ausweitung des Anbaus nach Norden, während andererseits der Staat den Maisbau einschränkt. Die Sojabohne, mit hohen Hektarerträgen und ihrem hohen Eiweißgehalt ein ideales Viehfutter, nimmt teilweise die Stelle des Maises ein. Zur traditionellen Schweinemast kommt Rindermast hinzu, im Norden auch Milchviehwirtschaft. In jüngster Zeit allerdings geht die Rindermast aufgrund von Konkurrenz der Großbetriebe in den Great Plains und Kalifornien zurück.
Für das sich teilweise mit dem Corn Belt überschneidende Weizen-Soja-Anbaugebiet hat sich auch der Begriff Grain Belt eingebürgert.
Im nordamerikanischen Belt-System befindet sich der Corn Belt zwischen dem Dairy Belt im Norden und dem Cotton Belt im Süden.